# Gargara caelata
Gargara caelata är en insektsart som beskrevs av William Lucas Distant. Gargara caelata ingår i släktet Gargara och familjen hornstritar. Inga underarter finns listade i Catalogue of Life.